# 呂布
呂 布（りょ ふ、生年不詳 - 建安3年12月24日癸酉〈199年2月7日〉）は、中国後漢末期の武将・群雄。字は奉先。并州五原郡九原県（現在の内モンゴル自治区包頭市）の人。『三国志』巻七 呂布伝、『後漢書』列伝六十五 呂布伝 などに記録がある。
剛勇をもって知られ、殊に『演義』においては三国志最強の人物として描かれる。最初に丁原に仕えたが彼を殺害し、後に董卓に仕えるが、やはり殺害して放浪した。最期は曹操との戦いに敗れ、処刑された。

## 事跡

### 董卓政権下
元々家柄の低かった呂布だったが、勇猛さと武芸の腕前を買われ、并州刺史の丁原に仕えた。丁原は、呂布を主簿（会計係）に任じて非常に寵愛した。

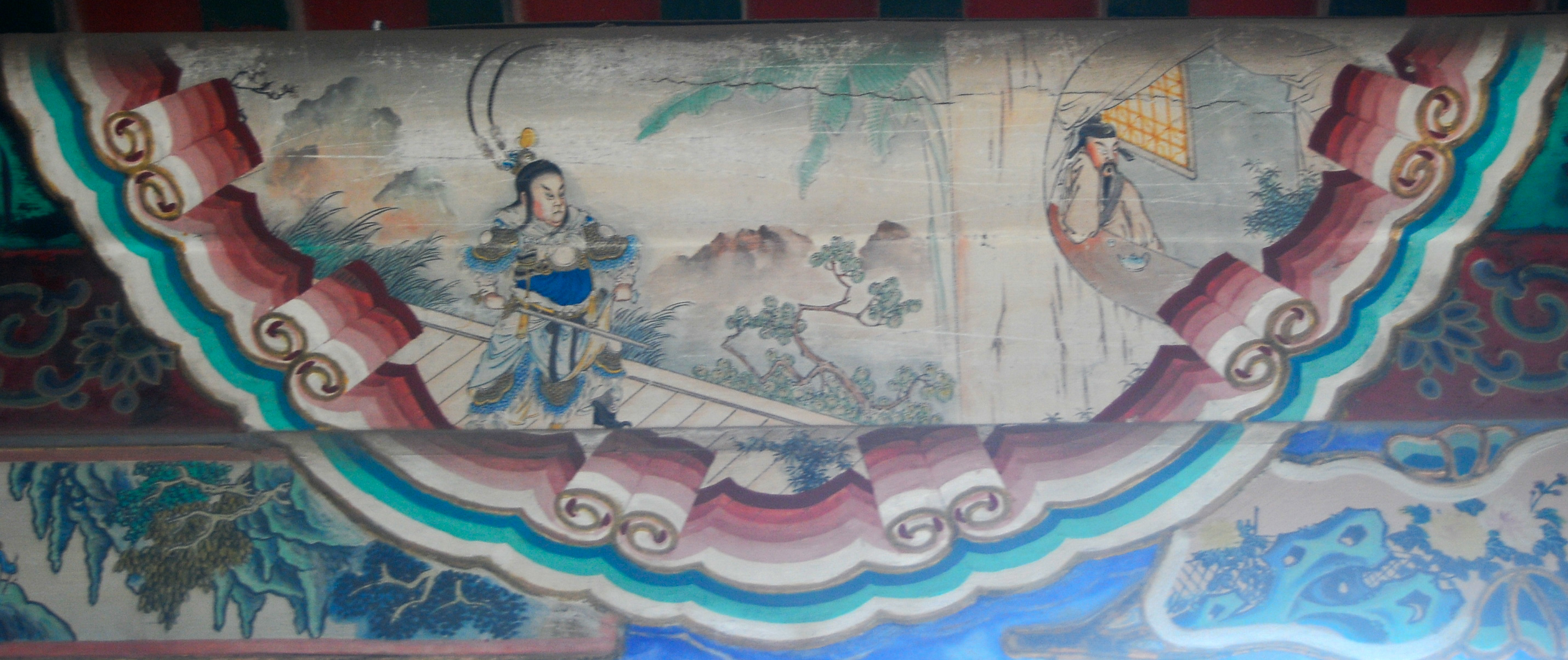
呂布、丁原を弑す（頤和園の三国志演義回廊画）

中平6年（189年）、霊帝が崩御して宦官の十常侍と外戚の何進とが政争を繰り広げると、丁原は何進と宦官殺害を共謀し、執金吾に任命された。しかしまもなく何進は十常侍に殺害され、十常侍もまた袁紹らに誅殺された。
何進死後、洛陽に入城した董卓は叛乱を計画し、丁原の軍勢を奪おうと考えた。そこで丁原の信頼厚い呂布を誘って、これを殺害させることに成功した。これにより董卓は呂布を非常に重用し、父子の契りを結んだ。呂布は騎都尉、中郎将に累進して、都亭侯に封じられた。
呂布は腕力が常人よりも遥かに強く、弓術・馬術にも秀でていたため、前漢の李広になぞらえて飛将と呼ばれた。絶大な権力を握った董卓は、傍若無人な振る舞いで多くの人の恨みを買っていたため、傍らに呂布を置いて身辺を警護させた。
翌2年（191年）、董卓は孫堅との戦いに際し、胡軫・呂布らを討伐軍として派遣した。しかし呂布は胡軫に偽情報を与える等相いれず敗北（陽人の戦い）。この戦い以降、董卓軍の形勢不利が固まったため、董卓は洛陽を放棄し、長安まで退いた。その際呂布はまた洛陽で孫堅と戦ったが、敗れたという記述もある。

### 董卓暗殺と三日天下
董卓が実権を掌握し専横を極めると、司徒の王允は、士孫瑞、黄琬 とともに董卓暗殺を企て、呂布を仲間に引き込んだ。初平3年（192年）4月、董卓が皇帝の病の快癒を祝うため宮門に入ろうとすると、詔書を懐に忍ばせた呂布は李粛等十余名を偽衛子として待機させ、董卓の入門を阻んだ。驚いた董卓が呂布を呼ぶものの、呂布は詔であることを告げ董卓を殺害、その三族を皆殺しにし、董卓派は皆処刑された。
呂布は董卓と父子の関係を結んでおり、常に董卓の傍らにあって護衛をしていたが、些細なことで腹を立てた董卓に手戟を投げつけられたことがあり、密かに恨んでいた。また、董卓の侍女 と密通していたため、それが露顕することを恐れて不安に思っていた。ある時呂布が交友のある王允を訪ね、董卓に殺されかけたことを話すと、王允は呂布に董卓暗殺計画を打ち明けた。呂布は最初董卓とは父子であると固辞したものの、王允に説得され暗殺に加わった と史書は記す。また、董卓が長安に遷ったことで自分の権勢が崩れることを恐れたことが理由とする論文がある。
董卓殺害後『後漢書呂布伝』によると、王允と呂布は共に朝政を掌握し、呂布は奮武将軍に任じられ、温侯・儀同三司となり、仮節を与えられた（正史三国志.魏書呂布伝では、奮威將軍.假節.儀比三司.進封溫侯。とある）。しかしその後呂布が涼州軍を憎んだために董卓の軍事力の基礎であった郭汜・李傕ら涼州の軍勢が長安を襲撃してくると、呂布は郭汜を一騎討ちで破る も防ぎきれず、李傕らに長安を奪われた。呂布と王允の統治はそれなりに良かったようである。なお、呂布と涼州軍の関係については異説があり、『後漢書』「王允伝」では呂布はむしろ涼州軍赦免を提案したとされる。
呂布は王允を助けようとしたが叶わず、董卓の首を馬の鞍にぶら下げ、数百騎を率いて武関から逃亡した。董卓の死から60日後のことであったという。

### 中原を彷徨う
呂布は、董卓を討ったことを袁術が感謝しているだろうと思い、彼を頼ったが受け入れられず、次に袁紹を頼った。袁紹は黒山賊の張燕と戦っているときであったので、呂布を迎え入れ、共に常山の張燕を攻撃した。張燕は精兵1万と騎馬数千匹を率いて勢威を振るっていたが、赤兎馬に乗った呂布と、呂布配下の勇将・成廉、魏越が指揮する数十騎が1日に3, 4度も突撃して次々に張燕軍を討ち取ったため、数十日後に遂に敗れ、以後黒山賊は離散した。この戦いの後愛馬である赤兎とともに「人中に呂布あり、馬中に赤兎あり」と賞されたという。その後袁紹に兵力の補充を要求したが袁紹はそれに応えず、腹いせに呂布の将兵は略奪を行なった。ついに袁紹の忌むところとなり、袁紹は刺客を送るが呂布の奇策により失敗した。その報せを聞いた袁紹は恐れをなし、城門を閉じて守りを固めたという。なお略奪事件については臧洪が「呂布は軍兵の貸与を申し出ただけであり、死刑に値する人物であっただろうか」と、陳琳への返書で述べている。
『後漢書』呂布伝では受け入れられた後、配下の略奪によって呂布が後難を恐れ袁術領を抜けたとする。
冀州を出ると張邈のもとに立ち寄り、別れの際手を取り合って共に誓いをたてた。その次は河内の張楊を頼る。張楊は、長安の意向を受け諸将と呂布を殺そうとした。しかし呂布が察知し張楊に自らの捕縛を教唆したため、張楊は表向きは李傕・郭汜に従う振りをしつつ、実際は呂布を保護するようになった。そのことを知った長安では、呂布の気持ちをなだめるため、呂布を潁川太守に任命したという。
『後漢書』呂布伝では『三国志』と異なり、袁術、張楊、袁紹、張邈、張楊の順に身を寄せたとする。

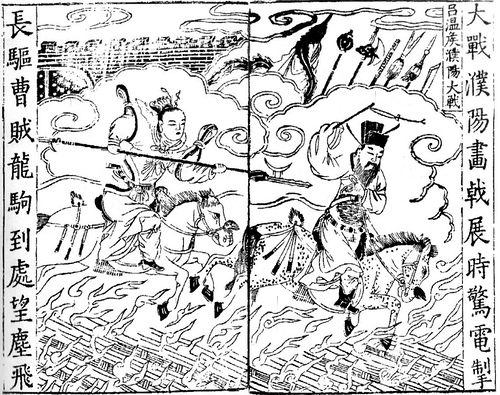
兗州を襲撃する呂布（三国志演義）

張邈は以前、袁紹と口論になり、袁紹は曹操に張邈を殺させようとしたことがあった。しかし曹操が袁紹に反論したので、張邈は曹操に恩義を感じ親友となったが、呂布の件も含めて、袁紹に色々と恨みを買っていたことから、袁紹の命で曹操に攻撃されることを恐れるようになったという。興平元年（194年）、曹操が徐州の陶謙を討つため兗州を留守にすると、曹操に叛意を持っていた張超と陳宮は呂布との兗州共有を張邈に提案し、彼を迎え入れ兗州牧とし、曹操に反旗を翻した。
張邈に迎え入れられた呂布は濮陽を奇襲し、夏侯惇を捕虜とするも、韓浩によって奪還された。また呂布が濮陽を落とすと多くの城が投降した。しかし荀彧・程昱・棗祗・薛悌等の守る鄄城・東阿・范だけは落とせなかった。
曹操が徐州から戻って来ると、呂布は濮陽に籠城する戦略 を取り、曹操が攻撃してくると呂布はこれを連破 した。しかし旱魃と蝗害によって兵糧が不足し、呂布は曹操に止めを刺し損ね山陽に駐屯した。
その後、呂布は1年以上に亘り激戦を繰り広げたが、兗州連合軍に太刀打ちできず 袁紹軍の協力を受けた 1千未満の曹操軍に、1万余りを率いて向かった鉅野で敗北した。呂布は夜中に逃れ、雍丘で一族と共に防戦中であった張超と、袁術に援軍を求めて寿春に向かっていた張邈と別れ、徐州を支配していた劉備を頼って落ち延びた。曹操最大の危機はこれで終わった。

### 徐州を支配
呂布は徐州の劉備の元を訪れると、妻の寝台に劉備を座らせて自身の妻に挨拶をさせ、酒を酌み交わし弟と呼んだ。劉備は呂布の言葉に一貫性がないのを見てとり、内心彼を不愉快に思った。
まもなく徐州を巡って劉備が袁術と戦うようになると、その隙を突いて呂布は劉備の本拠下邳を奪い取った。行き場をなくした劉備が呂布に降伏すると、呂布は劉備を豫州刺史にし自らは徐州刺史を名乗った。ちなみに『後漢書』呂布伝では袁術の依頼で徐州を攻め、その後徐州牧を名乗ったとされる。その後袁術は6月に陳宮等と共謀して呂布軍を転覆しようとしたが、呂布がすんでのところで逃れたため失敗した。袁術は呂布が自らに害をなすことを恐れ、自らの息子と呂布の娘との間に婚約関係を結ばせることを提案した。呂布もそれを承認したという。なお『後漢書』には陳宮謀反の記述はない。

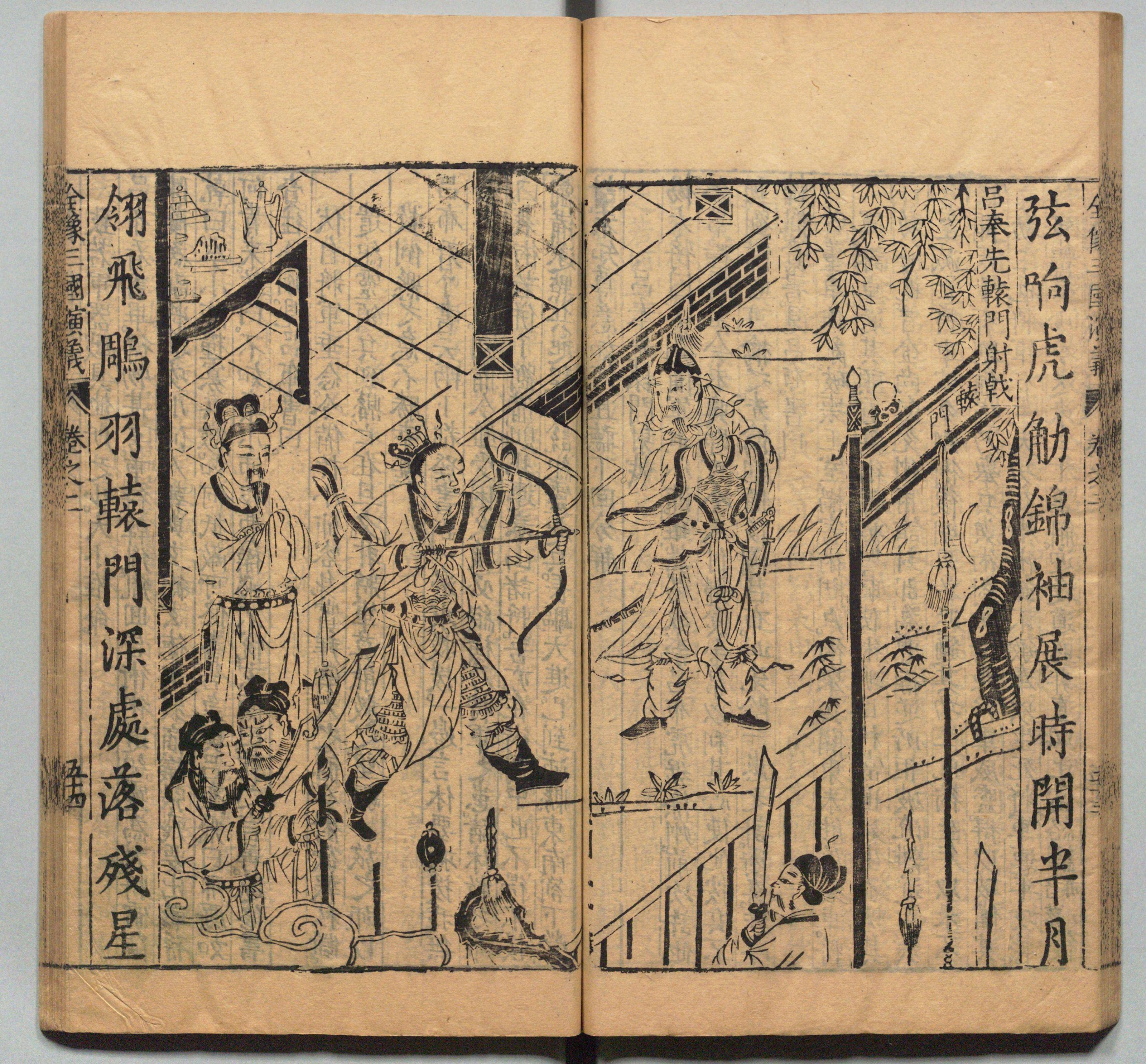
呂布、袁門の陣中で戟を射る（轅門射戟）

その後、袁術が紀霊らに歩・騎兵あわせて3万の指揮を任せ、再び劉備を攻撃しようとしたため、劉備は呂布に救援を求めた。呂布は袁術と泰山諸将（臧覇ら）による包囲を警戒し、呂布軍の諸将の諌めを遮って歩・騎兵1千人余りで劉備・袁術を調停。「ご両人、俺は争いを好まぬ。この場は俺に任せて頂きたい。100歩先のあの戟に俺が矢を射る。見事当たったならば双方兵を引く事。当たらなければ存分に戦われるが良い」と言い、陣中で戟を地面に刺してから矢を射て見事命中させ、両軍を撤退させた。
その後、呂布は1万の兵を集めた劉備を攻め、小沛を陥落させた。劉備は逃走し、曹操を頼った。
呂布は徐州にいた頃、河東にいた献帝から救援の書状を賜った。呂布には兵糧がないので救援を送れなかったがかわりに使者を送った。朝廷は呂布を使持節・平東将軍・徐州牧・平陶侯に任命した。

### 最期
その後、袁術は韓胤を使者として送り呂布に婚姻を持ちかけたが、陳珪に諫言された呂布は袁術が最初自分を迎えなかったのを恨んで袁術の使者を捕える と、書簡と共に曹操に送った。この時呂布が徐州牧に就任したという異説がある。その後使者を斬られて怒った袁術は楊奉らと同盟し、張勲に数万の大軍の指揮を委ね、連携して呂布を攻撃した。この時『後漢書』呂布伝では呂布は3000余りの兵しか持っていなかった ために陳珪を責めたが、彼の戦略を受けた呂布は楊奉・韓暹を物資で釣る戦術に打って出て袁術から離反させ、張勲軍のほとんどを殲滅した。また『三国志』呉志「孫討逆伝」が引く『江表伝』 には呂布が朝廷に対し孫策の抱き込みを提案し、成功したという記録もある。袁術はこの大敗と、後の曹操戦での敗北によって勢力を大きく損失した。
一方『後漢書』呂布伝では、呂布は袁術をもとから怨んでいたために使者を捕えたとする。
この後、呂布は莒城の蕭建を手紙で投降させたが、独立勢力の臧覇によって莒城が落された。それを受けた呂布は高順の諌めも聞かず臧覇を攻撃したが攻め落とせず、引き返した。また高順は常に、呂布が短気で気まぐれなので、周囲の言うことを聞いていつも口にする誤りを改めるようにと諌めていたが、呂布はその意見を採用せず、あまつさえ陳宮らの反乱後高順の兵を奪い取り縁戚の魏続に与えた。そして戦争では高順に魏続の配下の軍を指揮させたが、高順は終生恨みを抱かなかったという。ちなみに、『後漢書』呂布伝には手紙のやり取りはない。
建安3年（198年 - 199年）呂布はまた袁術と通じ、部下の高順を派遣して小沛の劉備を陥落させ、臧覇らが呂布に従った。そこで曹操は自ら大軍を率いて徐州に攻め込んだ。10月曹操軍が彭城を落とすと陳宮は献策したが呂布は聞かず、しばしば下邳に到着した曹操と戦うも皆大敗し、下邳に籠城した。ちなみに、『後漢書』呂布伝には下邳での野戦が描かれていない。包囲して後、下邳を攻め落とせず疲弊した軍 を憂え撤退を計る曹操に対し、曹操軍の荀攸・郭嘉は水計を考案し実行に移されると、侯成らは陳宮たちを捕えて呂布を裏切り、呂布は後に部下と投降。この時呂布は部下に自分を売って曹操に降るよう命じたが、部下たちは遂行できなかったともいう。
投降した呂布は縛られて曹操の前に連行された。『英雄記』によると、曹操は呂布が家臣の妻と不正な関係を持とうとし、そこで家臣に裏切られたと呂布に指摘した。呂布は黙ったままだった。呂布は「縛り方がきつすぎる。少し緩めてくれ」と言うと、曹操は「虎を縛るのにきつくせぬわけにはいかぬ」と答えた。呂布が「貴殿の悩みの種はこの俺だけのはず。これで天下は定まった。貴殿が歩兵の指揮を執り、俺が騎兵の指揮を執れば、天下の平定なぞ簡単な事であろう」と語ると、曹操は顔に疑惑の色を浮かべた。劉備が進み出て「呂布が過去に丁原・董卓を裏切った事をお忘れなきよう」と曹操を諫めると、曹操もそれに頷いた。呂布は劉備を指差し「この野郎（劉備）こそが一番信用ならんのだ！」と主張したが、縛り首にされた。司馬彪の『九州春秋』によると、呂布は曹操の賓客になっていた劉備に命乞いの口利きを頼んだが、曹操はこれを制し王必の勧めに従って呂布を処刑したという。同時に曹操による助命を拒んだ重臣の陳宮・高順らも縛り首にされた。呂布・陳宮・高順らの首は許に送られ、晒し首にされたが、後に埋葬されたという。

## 評価
陳宮は呂布は壮士であり、善く戦って前に（敵は）ないと言っている。一方で、陳登は呂布が勇のみで計りごとがなく、去就が軽はずみであると評している。
陳寿は「虎の強さを持ちながら英略を持たず、軽はずみで狡猾で、裏切りを繰り返し、利益だけが眼中にあった。彼の如き人物が歴史上破滅しなかった例はない」と評する。
北宋代の軍事学者何去非は、自身が「用兵の第一人者」と評価した曹操 に対する呂布の戦ぶりを「兗州では転戦するに無敵であった」とし、北宋以前における特筆すべき武人の一人という評価を下す。
明代の張溥は呂布を漢末第一の将軍とし、文人の中で第一とされた孔融と共に、周公旦に比せられた曹操 が殺すに余りあったとする。
小説『三国志演義』では、張飛は「三姓家奴（後のドラマでの吹き替えでは「三つの家の奴隷（字幕では三姓の奴隷）」）」と皮肉っていたという。
河南商報は呂布を「後漢を再建した戦神」とする。
渡邉義浩は、個人の武勇がものを言う騎兵指揮官としては、随一の能力を持っていたとしている。

## フィクションや民間伝承

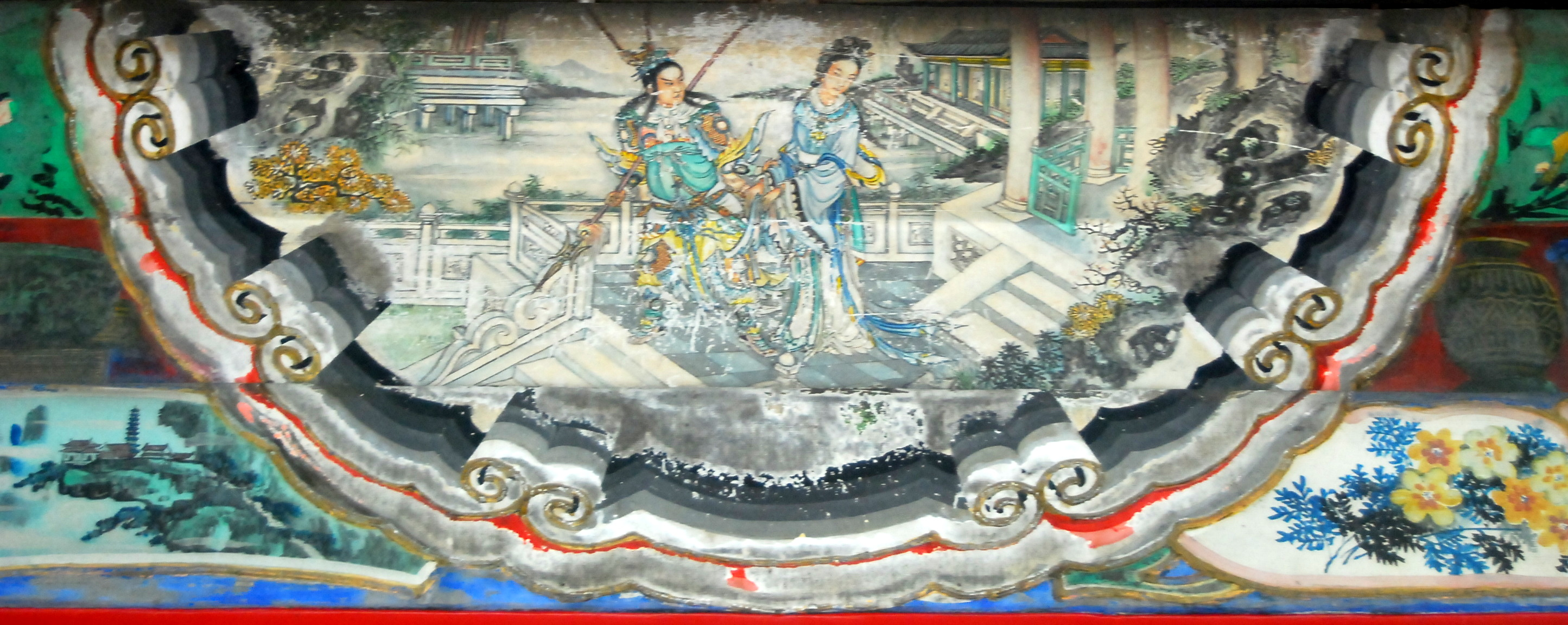
呂布戯貂蝉

中国では古くから雑劇・京劇や、『三国志平話』・『三国志演義』などで描写されてきた。ある神話では呂布の方天画戟が龍の化身であるとする。また、民間伝承では呂布は呂良と黄氏という親子の第四子として生まれたとされ、その時黄氏は虎に襲われる夢を見、呂布が生まれた瞬間山が崩壊。呂布の二つの目は精悍で、自ら臍の緒を切って立ち上がったという。また、雑劇や京劇では美男子、才子として描かれ、貂蝉との悲恋を演ずることも多い。

### 三国志演義

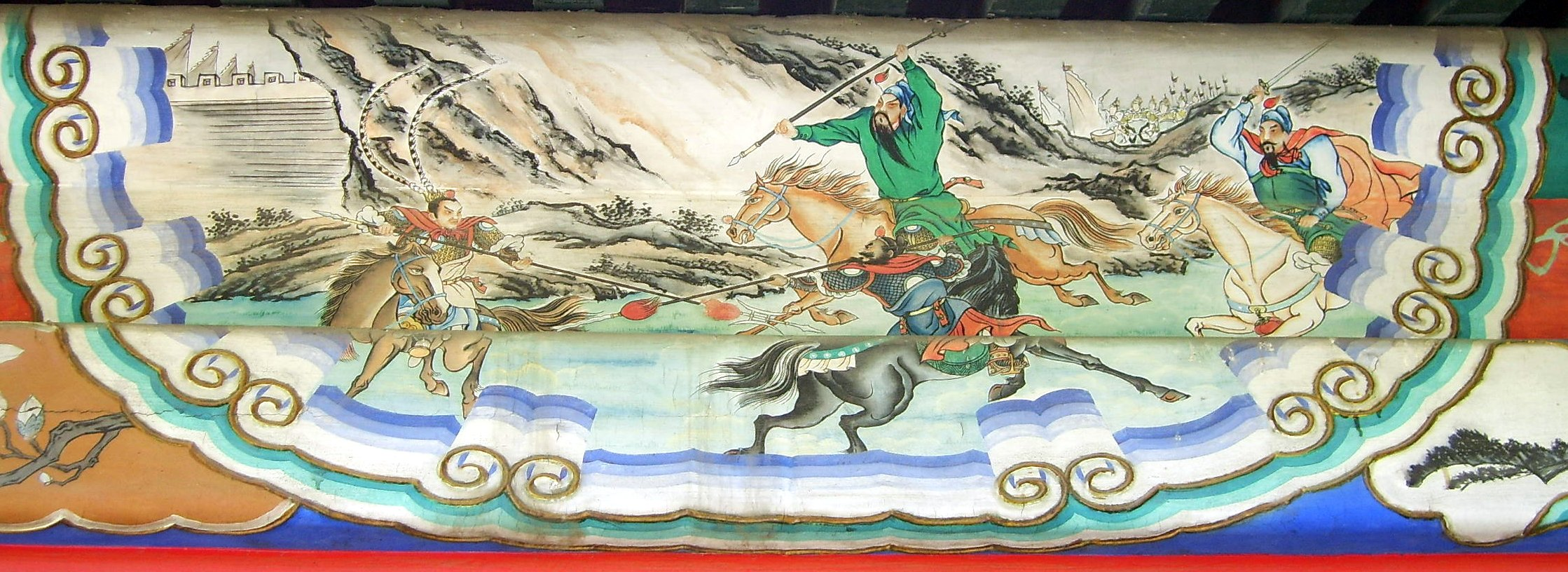
三英戦呂布

身長は一丈、赤兎馬にまたがり、方天画戟を愛用の武器とし、煌びやかな鎧をまとう、豪壮な武者として描かれている。猛々しく華やかだが、欲望に弱く、董卓と対立した義父の丁原を赤兎馬欲しさに殺すなど人間的な面も際立たせ、司徒王允の連環計の餌食ともなり、『演義』を彩る大きな個性として際立った存在感を持つ。また、「空前絶後」と称される彼の驍勇振りを表す描写としては、ただ一騎で数万を蹂躙し、張飛と一騎打ちを演じ、さらに関羽・劉備が加わってもなお持ちこたえる「三英戦呂布」が描かれた虎牢関の戦いが特に有名である。
また、籠城中に自分だけ豪勢な食事をし、酒ばかり飲んでいて部下を殴りつけたり、怒鳴り散らしているため人心を失う。そこで、自分を戒めるために禁酒令を出すが、部下の侯成が善意から猪料理と酒を薦めたのに、自分を処刑する口実と解釈して腹を立て、百叩きの刑としている。それが恨みを買う一因となって、酒に酔って寝ていたところを侯成・宋憲・魏続に捕らえられてしまう。
陳宮・高順らが斬首された後、捕らえられて曹操に命乞いをするものの、劉備から「丁原や董卓の事をお忘れではありますまいな」と言われる。これに激怒して呂布は「この大耳野郎が！陣門で戟を射て助けてやった恩を忘れたか！」と口を極めて劉備を罵るが、同じく処刑のために連行されて来た張遼に「この匹夫め！ もはや死あるのみ、今更何を恐れる事があろうか」と一喝され、処刑される。ただし濮陽で曹操の「俺はお前に何の恨みも買った覚えは無い、なぜ仇でもないお前が州を襲うのか」という問いに対し「誰が取ろうと漢の城は漢の城なのに、お前一人のものだと言うのか」と論破したり、袁術と劉備の衝突の際は優れた見識を示し、謀で戦争を防ぐ 等、聡明さをうかがわせる面も見られ、史実と同様に劉備の妻子を2度も保護したり、最後の戦いで陳宮よりも妻の意見を重視する など、情の厚さ故にチャンスを逃した、自分の心に素直な少年の如き英雄 としても描写される。
正室の厳氏との間に一人の娘を儲けた。袁術の子との婚約を交わされた。また、寿春の袁術の下へ呂布自らが娘を担いで赴くも、途中で劉備軍に矢を射掛けられ引き返すという場面などが付け加えられ脚色されている。

### 近現代の作品
中国史上でも項羽と共に、特に武力に優れた人物とされることが多い。『BB戦士三国伝』『蒼天航路』などでは強者との戦いに魂を踊らせる武人としての側面が強調され、劣勢、敗北後も命乞いを一切せず矜恃を貫く人物として描かれている。
貂蝉をはじめとする女性関係に注目されることもあり、横山光輝の『三国志』など創作性の強い作品では、董卓を裏切った理由を貂蝉との密通であると断定的に語られることも多いが、その一方で北方謙三の『三国志』のように妻に忠実な人物として描かれることもある。
その他に呂布を主題とした作品には次のようなものがある。
映画
- 『三国志 呂布 鬼神伝』（2020年、演：チャールズ・リン）

テレビドラマ
- 『三国志 呂布と貂蝉』（2002年、演：ホアン・レイ）

小説
- 『呂布 猛将伝』（2010年10月31日発売 著・塚本靑史、徳間書店）

漫画
- 『名探偵呂布』（著・長沢克泰うどん）- 知力1、武力100の名探偵呂布が助手の高順、陳宮と難事件解決に挑む短期連載作。
- 『終末のワルキューレ異聞 呂布奉先飛将伝』（作画・オノタケオ）- 『終末のワルキューレ』のスピンオフ作品。

## ことわざ
曹操が呂布を殺す（曹操殺呂布）
後悔するの意味
呂布が貂蝉と戯れる（呂布戯貂蝉）
英雄が女難に遭うの意味

## 関連人物
親族
- 魏氏（妻、魏続の同族）[77]呂布が下邳城に包囲されたとき、陳宮が提案した城の内と外で曹操を挟み撃ちする策に反対。
- 娘（袁術の子の婚約者）

演義での妻
- 厳氏（正室）:史実の妻である魏氏の記述と共通する。
- 曹豹の娘（側室、早世）
- 貂蝉（妾）

所属配下
| - 袁渙 - 王楷 - 郝萌 - 韓暹 - 魏越 - 魏种 | - 魏続 - 許汜 - 許耽 - 侯諧 - 高雅 - 高順 | - 侯成 - 呉資 - 蕭建 - 章誑 - 徐翕 - 秦宜禄 | - 成廉 - 薛蘭 - 宋憲 - 曹性 - 張弘 - 趙庶 | - 張超 - 張邈 - 張遼 - 陳紀 - 陳宮 - 陳羣 | - 陳珪 - 陳登 - 汎嶷 - 畢諶 - 毛暉 - 楊奉 | - 李鄒 - 李封 - 劉何 |

同盟関係
- 尹礼
- 呉敦
- 昌豨
- 臧覇
- 孫観

その他
- 呂方 - 水滸伝の登場人物。あだ名は「小温侯」。